# Qiao Guanhua
Qiao Guanhua (en chino simplificado, 喬冠華; Wade-Giles, Ch'iao Kuan-hua; Yancheng; 28 de marzo de 1913-Pekín, China; 22 de septiembre de 1983), fue un político y diplomático de la República Popular China y desempeñó un papel importante en las conversaciones con Estados Unidos sobre la apertura de China y la redacción del Comunicado de Shanghái en oposición a la URSS. Llevó a cabo una política de antisovietismo activo. Apoyó a un grupo radical del entorno de Mao Zedong. Fue doctor en filosofía.

## Biografía

### Primeros años y revolución
Qiao Guanhua nació en Yancheng en 1913; su padre era un terrateniente local, considerado relativamente ilustrado. Desde su infancia, Qiao Guanhua mostró una gran inteligencia, sobre todo una notable memoria, por lo que se saltó repetidamente los cursos escolares, y fue admitido en la Universidad de Tsinghua a los 16 años. Mientras estudiaba allí filosofía, entró en contacto con el marxismo y participó en varias actividades dirigidas por el Partido Comunista Chino (PCCh).
Qiao Guanhua se graduó en 1933 y fue a Japón para continuar sus estudios en la Universidad Imperial de Tokio. Se afilió al Partido Comunista Japonés, lo que provocó su expulsión de la universidad. Entonces se vio obligado a viajar a Alemania, donde se doctoró en la Universidad de Tubinga en 1937, cuando tenía 24 años.
A su regreso a China, había estallado la segunda guerra sino-japonesa. Qiao Guanhua se dedicó principalmente al periodismo de guerra con el seudónimo de Qiaomu (喬木, que significa Árbol, también seudónimo de Hu Qiaomu), trabajando en la revista internacional de varios periódicos de Hong Kong.
Admitido en el PCCh en otoño de 1942, Qiao Guanhua fue llamado a Chongqing para hacerse cargo del Semanario de las Masas y de la columna internacional del Xinhua Daily. En Chongqing, trabajó directamente a las órdenes de Zhou Enlai, quien reconoció su interés por los asuntos exteriores y lo tomó como su asistente personal para asuntos internacionales. Animado por Zhou, se casó con Gong Peng, otra protegida de Zhou. Tras la guerra, acompañó a Zhou Enlai a Shanghai con la delegación del PCCh, y allí fundó el Xinhua Weekly en lengua inglesa. A finales de 1946, regresó a Hong Kong como presidente de la sucursal local de la Agencia de Noticias Xinhua.

### Tras la creación de la República Popular China
Tras la creación de la República Popular China, Qiao Guanhua siguió trabajando en asuntos exteriores. Fue jefe de la Oficina de Información del Ministerio de Asuntos Exteriores de la República Popular China, subdirector de la Oficina General del Gobierno Popular Central, vicepresidente del Instituto Popular Chino de Asuntos Exteriores, jefe del Departamento de Asia del Ministerio de Asuntos Exteriores y viceministro de Asuntos Exteriores.
Qiao Guanhua participó en varias delegaciones internacionales. En 1950, acompañó al representante especial Wu Xiuquan al Consejo de Seguridad de las Naciones Unidas para protestar contra el blindaje de Estados Unidos al régimen de Chiang Kai-shek en Taiwán; en 1951 fue asesor principal del jefe de la delegación china en las conversaciones de Panmunjeom durante la guerra de Corea; en abril de 1954 acompañó a Zhou Enlai a la Conferencia de Ginebra sobre Indochina, y una vez más viajó a la cumbre de Ginebra de 1961-1962 para resolver la guerra civil en Laos con Chen Yi. 
Qiao Guanhua siguió siendo viceministro de Asuntos Exteriores de la RPC después de que Chen Yi sustituyera a Zhou Enlai en 1958.
En las guerras de Corea, Vietnam y Laos, Qiao Guanhua apoyó a las fuerzas comunistas al tiempo que defendía los intereses específicos de la RPC como participante directo o indirecto en los conflictos.
De 1964 a 1974, fue Viceministro de Asuntos Exteriores de la RPCh.

### El periodo de la Revolución Cultural
Con el estallido de la Revolución Cultural en 1966, Qiao Guanhua fue denunciado junto con Chen Yi y Ji Pengfei como contrarrevolucionario, pero el primer ministro Zhou Enlai les protegió y sobrevivieron a la agitación de aquel periodo. Qiao Guanhua desempeñó un papel destacado en el enfrentamiento chino-soviético de las décadas de 1960 y 1970. Fue uno de los principales promotores de la política antisoviética de Mao Zedong. En 1969, Qiao fue nombrado jefe de la delegación china para las conversaciones con la Unión Soviética sobre la isla de Zhenbao o Damansky, donde habían estallado combates militares; adoptando una postura dura. Al mismo tiempo, apoyó la línea de Mao Zedong y Zhou Enlai sobre la reconciliación con Estados Unidos y el acercamiento a las fuerzas antisoviéticas de Occidente en la oposición general a la URSS. En 1971, dirigió la delegación china en el 26º periodo de sesiones de la Asamblea General de las Naciones Unidas, cuando el escaño de China pasó a la República Popular China, y siguió dirigiendo delegaciones chinas en la ONU hasta 1976. En 1972, cuando el presidente de los Estados Unidos Richard Nixon visitó la ciudad de Pekín, fue encargado de las negociaciones con Henry Kissinger y de redactar un comunicado conjunto. En 1973, acompañó a Deng Xiaoping en una visita a Francia, país que visitó de nuevo tres años más tarde como jefe del Ministerio de Asuntos Exteriores chino.
De 1973 a 1978 miembro del Comité Central del PCCh de la X legislatura.
En 1973, debido al éxito de las negociaciones chino-estadounidenses, y tras un elogio personal de Mao, Qiao Guanhua asumió funciones cada vez más importantes. Fue elegido miembro del Comité Central del Partido Comunista Chino, y más tarde fue nombrado Ministro de Asuntos Exteriores el 14 de noviembre de 1974, confirmado por la 4ª Asamblea Popular Nacional en 1975. Su política en este cargo siguió dominada por un activo antisovietismo. En su intervención en la sesión plenaria de la Asamblea General de la ONU, el 26 de septiembre de 1975, pidió a los países occidentales que se unieran para repeler el "socialimperialismo soviético" y describió las propuestas de desarme de la URSS como un intento de desviar la atención de su política agresiva. Durante el ministerio de Qiao Guanhua, China apoyó material y diplomáticamente a las fuerzas antisoviéticas -el FNLA de Holden Roberto y la UNITA de Jonas Savimbi- en la guerra civil angoleña, lo que supuso otro conflicto militar y político con la URSS y Cuba. Por su parte, la propaganda soviética señaló a Qiao Guanhua como un "antisoviético empedernido" y le criticó personalmente. También durante su periodo se le consideró partidario de la Banda de los Cuatro, un grupo maoísta radical liderado por Jiang Qing; en concreto, pronunció un discurso en el que denunciaba a su antiguo mentor, Zhou Enlai. Esto complicó y deterioró la relación entre ambos, que representaba una línea diferente y "pragmática" en la dirección del PCCh. Más tarde pidió disculpas a Zhou, que las aceptó.

### Jubilación, años posteriores y muerte
Menos de un mes después de la muerte de Mao Zedong, a principios de octubre de 1976, la Banda de los Cuatro fue derrotada por Hua Guofeng y sus partidarios, y Jiang Qing y sus asociados fueron arrestados. Qiao fue obligado rápidamente a dimitir el 2 de diciembre de 1976 y sustituido como ministro de Asuntos Exteriores por Huang Hua, aunque nominalmente siguió siendo asesor de la Asociación del Pueblo Chino para la Amistad con Países Extranjeros. La política exterior de China en la segunda mitad de la década de 1970 y principios de la de 1980 se mantuvo básicamente sin cambios. Sin embargo, Qiao Guanhua ya no influía en la política.
En 1982 se le permitió reanudar sus actividades políticas. Murió de cáncer en Pekín, el 22 de septiembre de 1983, a los 70 años.

## Vida privada
Qiao Guanhua se casó con la diplomática Gong Peng en 1943. Ambos tuvieron un hijo, Qiao Zonghuai, que fue viceministro de Asuntos Exteriores. Su hija, Qiao Songdu, se licenció en la Universidad de Medicina de Tianjin. En 2008, terminó el libro "Qiao Guanhua y Gong Peng - Mi padre y mi madre". En 1970, Gong Peng murió de una hemorragia cerebral. En 1973, Qiao Guanhua se casó con Zhang Hanzhi, filóloga, profesora y diplomática, hija adoptiva del periodista revolucionario Zhang Shizhao e intérprete de inglés del propio presidente Mao Zedong, tras divorciarse de Hong Junyan, un economista de la Universidad de Pekín. Hong Huang, su hijastra, es editora de una revista de moda, conocida periodista y presentadora de televisión. A veces se refieren a ella como "la respuesta china a Oprah Winfrey".

## Publicaciones
- Discurso de Tjiao Guan-hua, Jefe de la Delegación de la República Popular China, en la Sesión Plenaria del 27º Período de Sesiones de la Asamblea General de la ONU (3 de octubre de 1972). Editorial de literatura en lenguas extranjeras, Pekín 1972.
- Discurso de Tjiao Guan-hua, jefe de la delegación de la República Popular China, en la sesión plenaria del 28º período de sesiones de la Asamblea General de la ONU (2 de octubre de 1973). Editorial de literatura en lenguas extranjeras, Pekín 1973.
- Discurso de Tjiao Guan-hua, Jefe de la Delegación de la República Popular China, en la 29ª Sesión de la Asamblea General de la ONU (2 de octubre de 1974). Editorial de literatura en lenguas extranjeras, Pekín 1974.
- Discurso de Tjiao Guan-hua, jefe de la delegación de la República Popular China, en la sesión plenaria del 30º período de sesiones de la Asamblea General de la ONU (26 de septiembre de 1975). Editorial de literatura en lenguas extranjeras, Pekín 1975.
- También fue autor de varias obras, entre ellas From Munich to Dunkirk.

## Otras lecturas
- «Chiao Kuan-hua - Munzinger Biographie». www.munzinger.de. Consultado el 29 de enero de 2024.</ref>

- China ABC: «Qiao Guanhua» (enlace roto disponible en este archivo).
- Robert Sutter, Historical Dictionary of Chinese Foreign Policy, Scarecrow Press, Plymouth 2011.
- фото Цяо Гуаньхуа Archivado el 21 de marzo de 2007 en Wayback Machine. (en chino)
- http://www.fmprc.gov.cn/eng/ziliao/wjrw/3606/t44160.htm Archivado el 14 de mayo de 2011 en Wayback Machine.
- https://web.archive.org/web/20120210160333/http://german.cri.cn/chinaabc/chapter4/chapter40504.htm